# Ukrajinský občanský průkaz

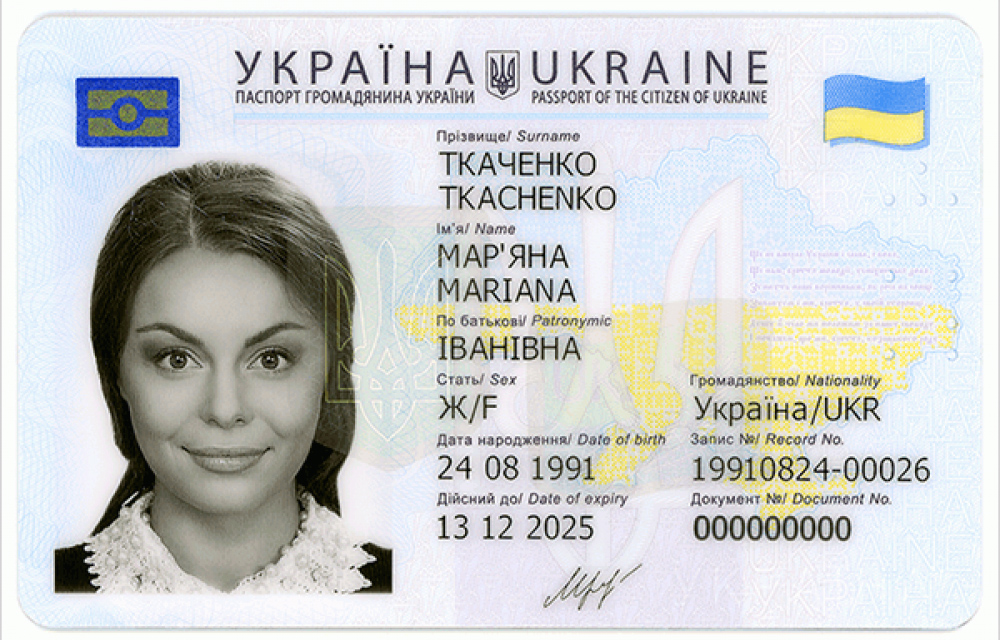
Ukrajinský občanský průkaz

Ukrajinský občanský průkaz je průkaz totožnosti používaný na Ukrajině. Tento průkaz je vydáván ukrajinským občanům s trvalým pobytem na Ukrajině po dosažení věku 14 let, avšak průkaz pro čtrnáctileté občany platí jen 4 roky. Po dovršení věku 18 let je vydáván nový průkaz totožnosti s platností na deset let.